# Lluís Crespí de Valldaura Bou
Lluís Crespí de Valldaura y Bou (Valencia, ? - ?, 1522) fue un poeta español en lengua castellana y valenciana.
Hijo del señor de Sumacàrcer, Lluís Crespí de Valldaura
Estudió derecho canónico en Pisa, y se doctoró en leyes en la Universidad de Valencia, donde fue catedrático de cánones (1500-03) y rector (1506).
Escribió muchos poemas. Algunos ejemplos, en catalán y castellano, los podemos encontrar en el Cancionero general (1511). Durante las Germanías (1520-22) alabó en una décima, en catalán, la fidelidad de Morella, en contra de los sublevados.
Murió en 1522 de una larga dolencia. Su sucesor fue su hijo Jeroni.